# Tigre Tipu
El Tigre Tipu (oficialment i en anglès Tipu's Tiger o Tippoo's Tiger) és un autòmat del segle XVIII i l'obra d'art, pertanyents a Tipu Sultan, el governant de facto del Regne de Mysore. Representa un tigre atacant a un soldat europeu, més concretament, un sipai de la British East India Company. Es troba actualment en exhibició al Victoria and Albert Museum de Londres.

## Descripció
El Tigre Tipu va ser fet originalment per a Tipu Sultan al Regne de Mysore, aproximadament el 1795. Tipu Sultan utilitzava sistemàticament el tigre com a emblema, en les seves armes, en els uniformes dels seus soldats, i en la decoració dels seus palaus.

## Actualitat
Actualment s'exhibeix al Museu Victoria and Albert de Londres. Els visitants ja no poden operar el mecanisme, ja que el dispositiu es guarda actualment en una vitrina. Un petit model d'aquesta joguina s'exhibeix al palau de fusta de Tipu Sultan a Bengaluru.